# Hvarski ustanak
Hvarski ustanak ili ustanak hvarskih pučana bio je ustanak na čelu s Matijem Ivanićem a zahvatio je čitav otok Hvar i grad Hvar, središte komune. Ustanak je prerastao u četverogodišnji građanski rat (1510. – 1514.) s jasno izgrađenim elementima ranograđanske revolucije.

## Uzroci ustanka
Mletačka vlada postavljala je svoje plemiće za knezove u dalmatinskim komunama, oduzimajući im najvažniju povlasticu prijašnje autonomije, ali su plemićka vijeća i pod njezinom upravom zadržali veliku vlast u lokalnoj samoupravi. Zbog njihove odlučujuće uloge u zakonodavstvu i komunalnim službama pučani još u 15. stoljeću formiraju pučke skupštine (kongrege), u kojima zahtijevaju službeno prihvaćanje svojih zaključaka, neke komunalne službe i pravo na kontrolu odluka plemićkih vijeća. Odbijanje tih zahtjeva bio je glavni uzrok nezadovoljstva pučana i čestih sukoba s plemićima.
Drugi uzrok bio je bahato ponašanje plemića prema pučanskim ženama i djevojkama, što je izazivalo nepodnošljivu mržnju pučana. Plemići su ih jasno prezirali i davali im na znanje da su niža vrsta ljudi, njihovi podložnici i sluge. Treći uzrok objašnjava se težnjom obogaćenih pučana da se izjednače s plemićima i postanu članovima velikih vijeća. Kad nisu uspjeli otkloniti nijedan od navedenih uzroka, dizali su bune od kojih je najpoznatiji ustanak Matija Ivanića od 1510. do 1514. godine.
Da bi osigurali vlast u lokalnoj samoupravi, plemići u komunalnim statutima utvrđuju neke pravne norme feudalnog sustava u kontinentalnom zaleđu. U vrijeme donošenje hvarskoga statuta (1331.) Veliko vijeće već čine samo plemići, koji 1334. odlučuju da u njemu mogu biti birani samo oni kojima su očevi i djedovi bili članovi. Tako ozakonjena plemićka oligarhija proglašava upravu komunom božjom misijom ostvarivanja pravice (iustutua). Čak i kaznene odredbe statuta diskriminiraju pučane.
Rukovodeći se srednjovjekovnom idejom o određenim tipovima lošeg ponašanja, koji su češći u nižim društvenim slojevima, sastavljači statuta pisali su kaznene odredbe. Pri tome polaze od ukorijenjena shvaćanja da je devijantno ponašanje pučana uvjetovano teškim društvenim položajem, siromaštvom, primitivnošću i sklonostima instinktivnom reagiranju. Budući da plemići takvo ponašanje smatraju štetnim i opasnim za održavanje svoje vlasti proglašavaju ga kaznenim djelima.
Na taj način proglašuju kaznenim djelima čitav niz tipova ponašanja pučana izražavajući spomenutu srednjovjekovnu ideju po kojoj se zakoni ne pišu za dobre ljude, jer bi oni inače postupali po zakonskim propisima, nego za zle koji se jedino prijetnjama i kaznama predviđenih zakonom mogu odvratiti od zla. To ujedno ukazuje i na poimanje da su svi pučani zli, a plemići dobri. Takva pravna diskriminacija, pored ostalih uzroka, dovela je do hvarskog ustanka.

## Povod i tijek ustanka
Neposredan povod ustanka bilo je nasilno i nečovječno postupanje nekih mladih plemića prema pučanima, osobito silovanje njihovih djevojaka. Ustanak je zahvatio čitav otok Hvar. Na čelo ustanika došao je Matij Ivanić, član imućne pučanske obitelji. Ivanić je s naoružanim pučanima, prodro u grad Hvar i zajedno s pučanima grada napadao plemiće, neke pogubio i spalio njihove kuće, ostale zatvorio, a od hvarskoga kneza zatražio ravnopravnost svih staleža u snošenju tereta.
Pošto je pod zapovjedništvom prikupio 2000 naoružanih ljudi i opremio 30 lađa za kruženje oko otoka i sprječavanje bježanja plemića u Veneciju, zagospodario je otokom. U drugoj godini ustanka uputio je molbu mletačkoj vladi da odobri saziv Generalnog vijeća svih staleža u gradu Hvaru radi osnivanja pravednije uprave od prethodne. Molba sadrži 22 potpisa s punim imenima i naznaku da njihove želje potvrđuje još 60 uglednih pučana. Istodobno potpisnici optužuju izbjegle plemiće za sva nasilja i opačine zbog kojih su se pobunili i traže da se kazne.
U početku se u tom sukobu mletačka vlada (između ostaloga i zbog toga što je Venecija tada u ratu s Cambrayskom ligom) drži prividno neutralno pokušavajući izmiriti pučane s vlastelom, radi čega u Veneciju poziva i jedne i druge. Budući da u tome ne uspijeva, a hvarski ustanak ostavlja snažan dojam u cijeloj Dalmaciji i prijeti da se proširi, odlučuje energično djelovati na njezinu smirivanju i u Hvar šalje providura Zuana Navajera. Nema podataka kako je on obavio zadaću, ali su se 1511. godine pučani umirili (iako i dalje drže vlast na otoku te ne dopuštaju povratak izbjeglim plemićima). No, potkraj iste godine izbijaju nemiri u cijeloj Dalmaciji pa mletačka vlada 1512. godine šalje novog providura Sebastiana Giustiniana. Slavohlepni i okrutni providur pokušava grubom silom slomiti otpor hvarskih ustanika, terorizira ih i zatvara, 69 je osudio na progonstvo, dvadeset na smrt vješanjem a dodatnih 38 na odsijecanje ruke i kopanje oka. Obećao je i nagrade, 600 dukata onome tko uhvati Matija Ivanića živog (te da bude obješen), a 400 mrtvog. No, nakon poraza od Ivanićevih snaga kod Jelse, gubi providursku službu. Godine 1514., na vijest o ponovnom napadu pučana na grad Hvar, Venecija šalje 15 ratnih galija pod zapovjedništvom providura Vincenza Capella. Oko 1500 vojnika iskrcalo se u Starome Gradu. Nakon dolaska na otok oni, do listopada 1514. godine, potapaju sve naoružane lađe ustanika, nakon dugog otpora svladavaju pučane na otoku te na zapovjedničkoj galiji vješaju 20 kolovođa ustanka, a desetorici odsijecaju po jednu ruku i vade po jedno oko. Tako je hvarski ustanak ugušen u krvi. Matij Ivanić uspijeva napustiti otok i povući se u Krajinu. Nakon gušenja ustanka Matij Ivanić nije prekinuo sve veze s otokom gdje se vraća u dva navrata, u svibnju 1515. godine s naoružanim brodom prebacio se iz Krajine do istočnoga otočnoga rta, a u rujnu 1516. godine u Vrboskoj je oteo brod nakrcan vinom i potom se vratio u Krajinu. Poslije je prešao u Italiju, u grad Vieste, a od 1519. godine stalno je nastanjen u Rimu. Borbu pučana za ravnopravnost, ali ne više nasilnim putem, nastavio je sin Matija Ivanića, Ivan, i njegovi potomci.

## Vanjske poveznice
- Hvarska buna – protuplemićki ustanak pučana na otoku Hvaru pod vodstvom Matije Ivanića, Enciklopedija LZMK  Arhivirana inačica izvorne stranice od 6. ožujka 2018. (Wayback Machine)
- Bože Mimica, Buna hvarskih pučana (feljton), Slobodna Dalmacija, 1. travnja 2004., (u međumrežnoj pismohrani archive.org 4. studenoga 2007.)
- Petrić, Nikša. Radovi o pučkom ustanku Matija Ivanića // Radovi Zavoda za hrvatsku povijest, br. 1. (1977.), str. 541–550. (Hrčak)